# 시 해리어
시 해리어(Sea Harrier)는 해군의 VTOL/STOVL 제공 전투기, 정찰기, 공격기이다. 호커 시들리 해리어를 개량한 것이다.
1980년 4월 영국 해군에서 Sea Harrier FRS1가 처음 실전배치되었다. 마지막 버전은 Sea Harrier FA2이다. 비공식적으로는 "Shar"라고 불리는 Sea Harrier는 2006년 3월 영국 해군에서 퇴역했으며 Harrier GR9로 교체되었다.

## 개발

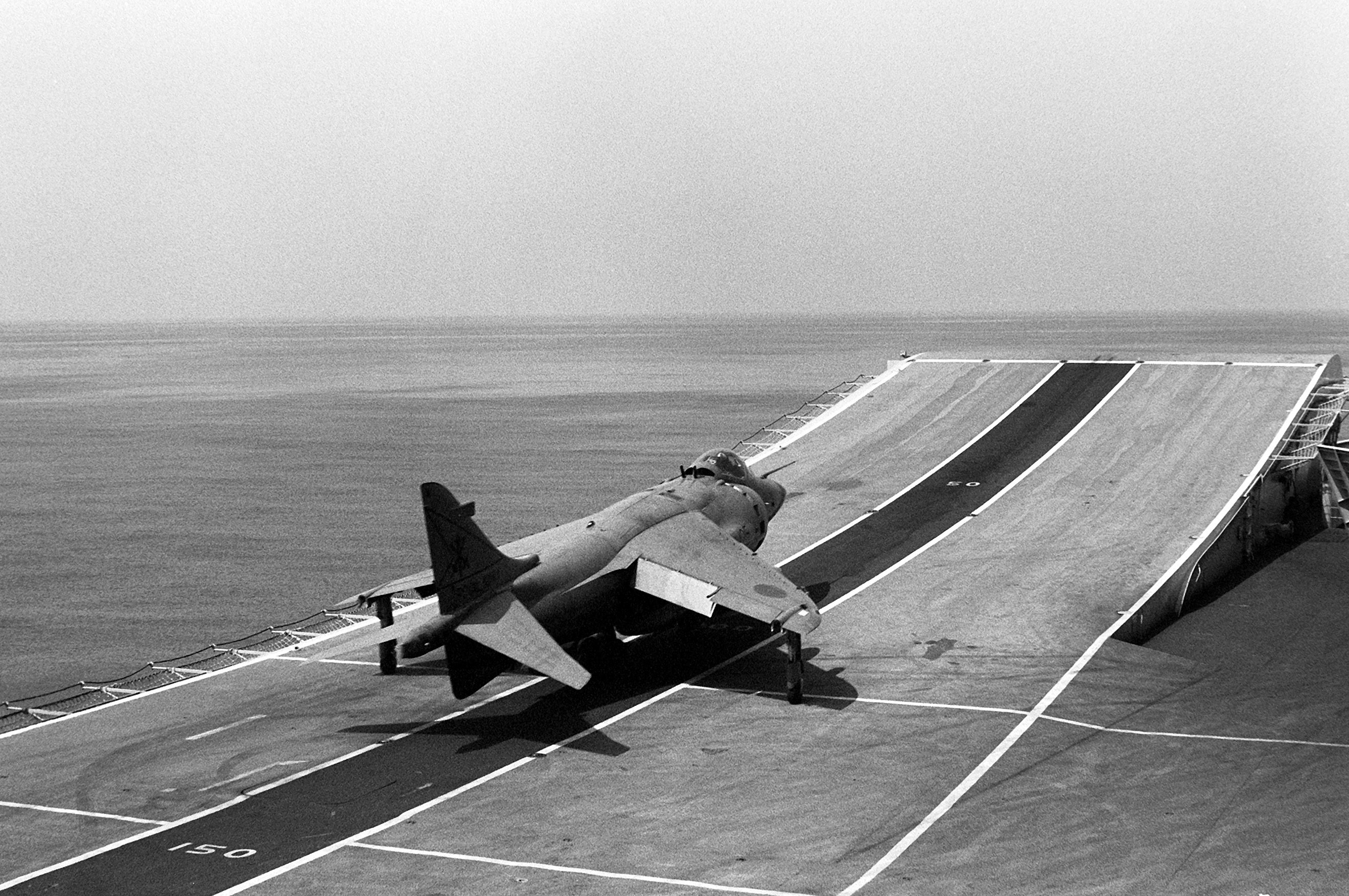
HMS 인빈시블 항공모함의 시해리어 FRS1

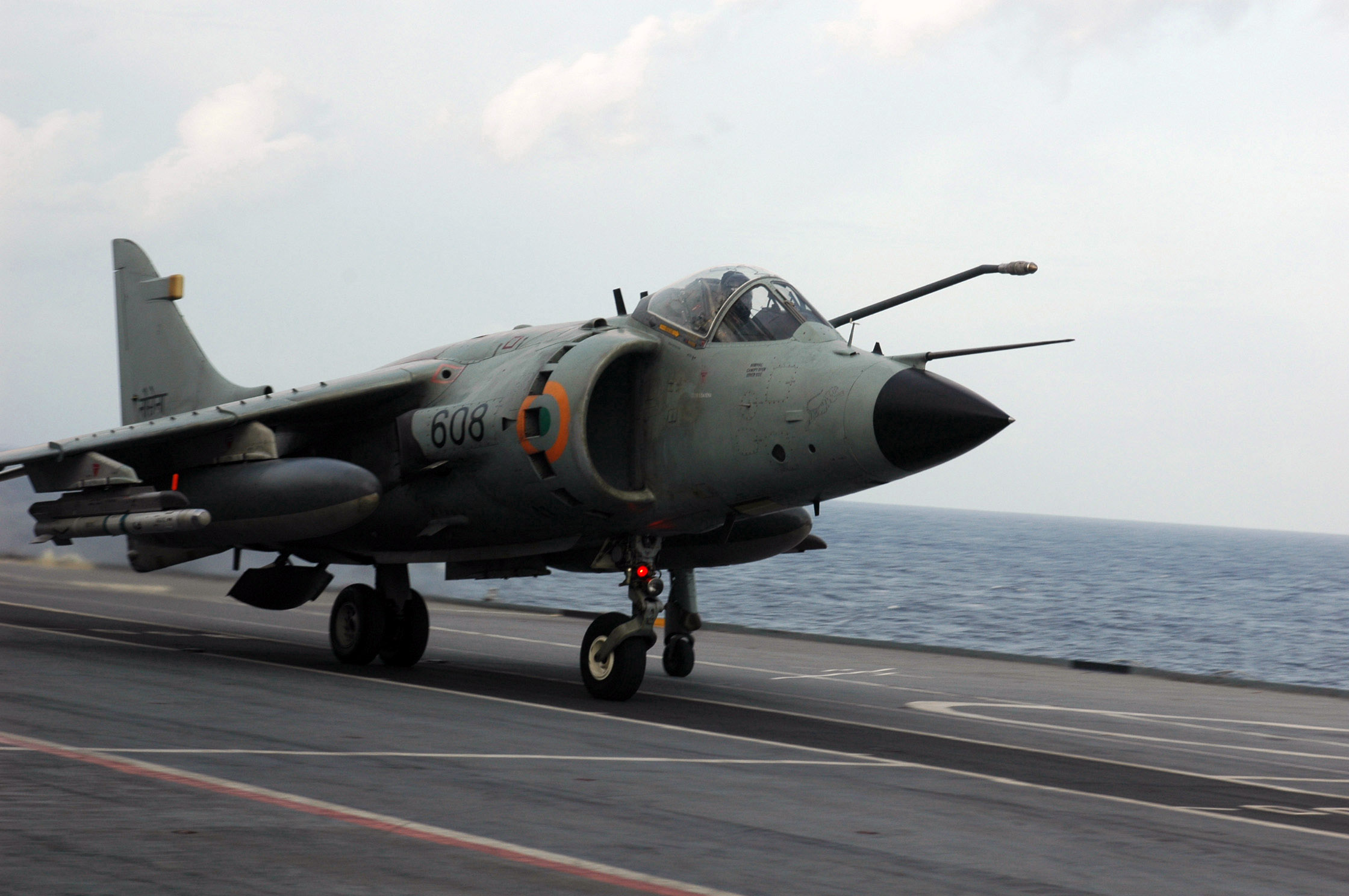
인도 해군의 INS 비라트 항공모함에서 이륙중인 시해리어 FRS51

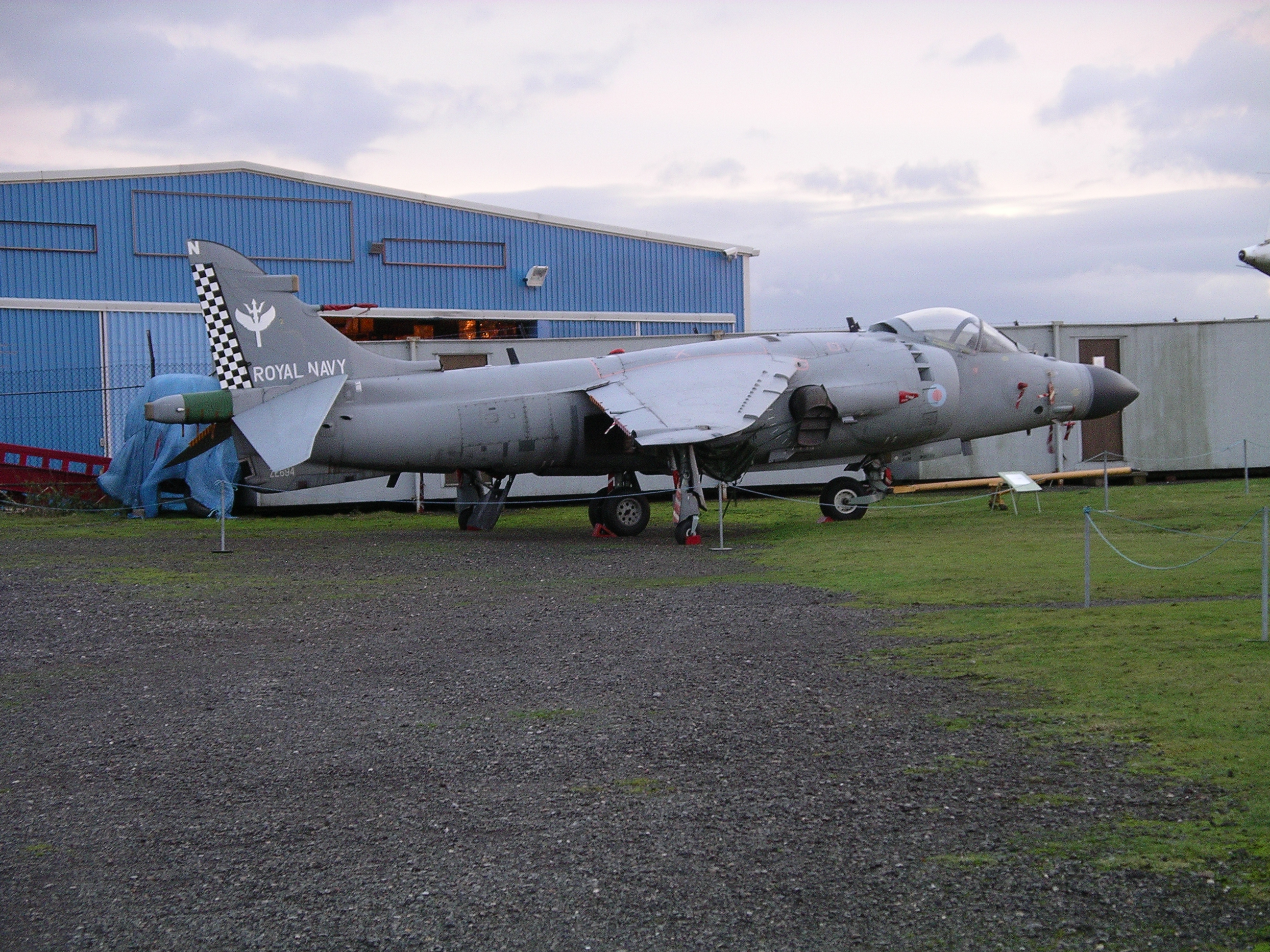
영국의 Midland Air Museum에 전시되어 있는 시해리어 FA2 ZE694

1966년, 개발예정이던 CVA-01급 항공모함이 취소되면서, 영국 해군에서는 고정익 함재기 운용이 중단되었다.
그러나 1970년대 초반, "through deck cruisers"(함미에서 함수까지를 관통한 데크를 갖춘 순양함이란 의미)의 첫 번째 함이 계획되었다. 예산지원의 기회를 증가시키기 위해서, 항공모함이라는 용어의 사용은 피하려고 했다. 이 배들은 점차 인빈시블급 항공모함이 되었다.
약간의 개조를 하여, 스키 점프가 170m 길이의 데크 끝에 추가되었으며, 이로써 V/STOL 제트기의 운용이 가능해졌다.

## 실전경력

### 포클랜드 전쟁

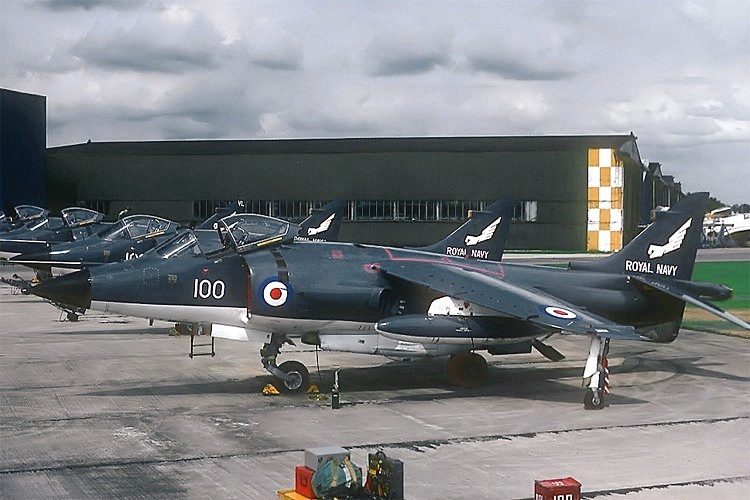
영국 제899 해군 비행대대의 시해리어

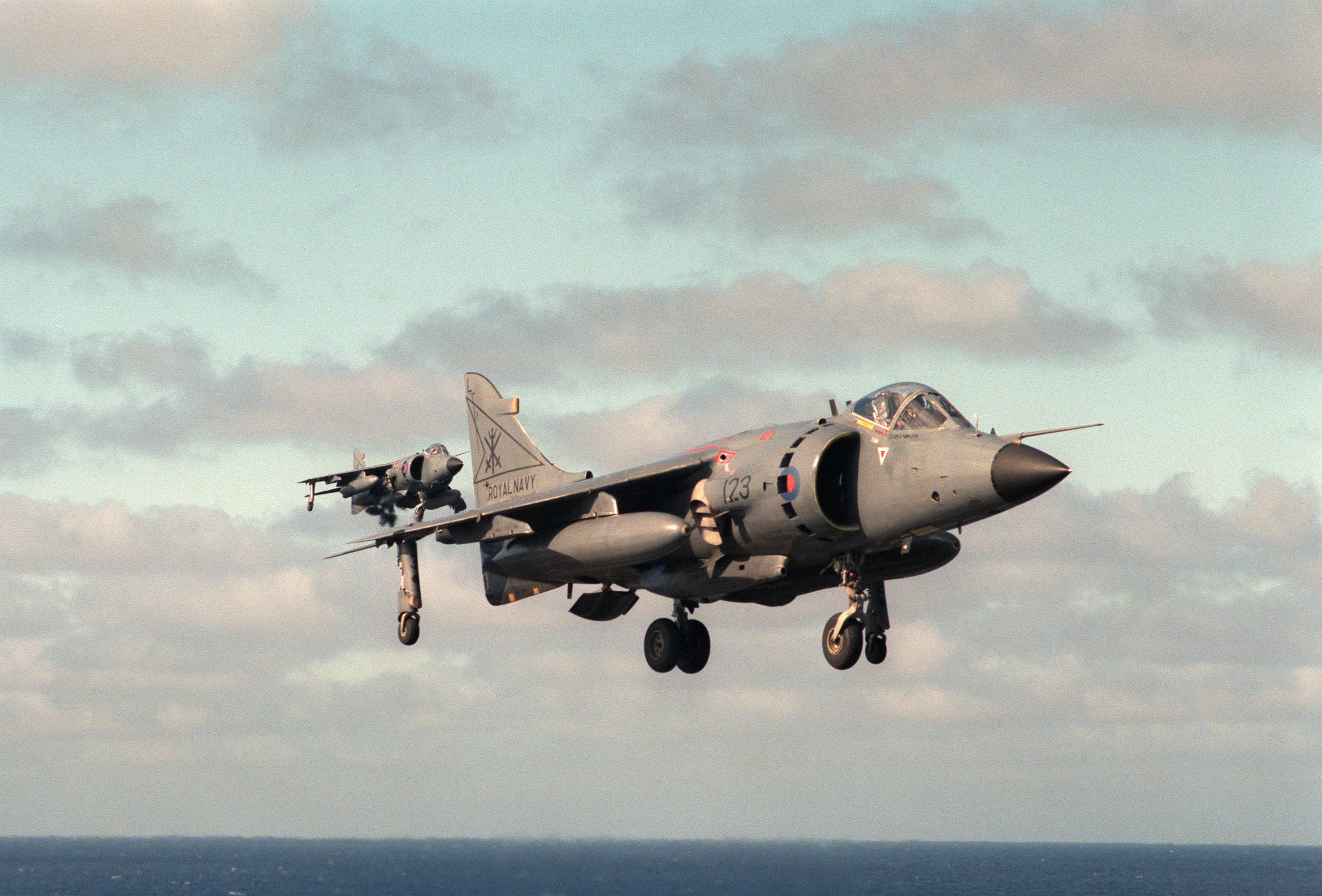
HMS 헤르메스 항공모함에 소속된 영국 제800 해군 비행대대의 시해리어 FRS1

시해리어는 1982년에 포클랜드 전쟁에서 사용되었다. HMS 인빈시블 항공모함, HMS 헤르메스 항공모함에서 출격했다.
시해리어는 1차 임무가 공중방어였으며, 2차 임무가 지상공격이었다. 영국 공군의 해리어 GR3가 지상공격의 주력이었다.
시해리어는 공중 전투로 아르헨티나의 전투기들을 격추시켰다. 시해리어 2대는 지상 화재로, 4대는 사고로 손실되었지만, 공중전에서 단 한 대도 격추되지 않았다.
비록 아르헨티나 공군의 미라주 III와 Dagger 전투기들의 속도가 빨랐지만, 기동성에서 시해리어가 우세했다.
게다가, 시해리어는 최신의 AIM-9L 사이드와인더 미사일과 Blue Fox 레이다를 장착하고 있었다.

### 보스니아와 코소보
시 해리어는 영국이 참전한 1991년에서 1995년까지의 보스니아 내전에서, Operation Deny Flight과 Operation Deliberate Force에서 사용되었다. 세르비아계인 스르프스카 공화국의 육군을 공격했다.
1994년, HMS 아크 로얄 항공모함에서 출격한 제801 해군 비행대대의 시해리어가 2대의 세르비아 탱크를 공격하다가, 스르프스카 공화국의 육군이 발사한 스트렐라 2(SA-7) 휴대용 지대공 미사일에 격추되었다.
조종사인 Lieutenant Nick Richardson은 비상탈출하여 아군인 보스니아 무슬림이 장악한 지역에 떨어졌다. 그는 나중에 그의 경험을 No Escape Zone이라는 책으로 출판했다.
시해리어는 1999년 NATO 작전인 Operation Allied Force에서 사용되었다. 유고 슬라비아 연방 공화국을 공격했다.

## 인도 해군의 업그레이드
인도 해군은 15대의 시 해리어를 업그레이드 했다. 이스라엘 엘타의 EL/M-2032 레이다를 장착하고, 라파엘의 더비 미사일을 장착했다. 이 업그레이드는 2012년까지 인도 해군에서 사용될 수 있게 할 것이다.
인도 해군은 시 해리어 함대를 유지하기 위해서, 영국 해군에서 퇴역한 8대의 시 해리어 FA2에 관심을 나타내고 있다.

## 파생형
시 해리어 FRS1
해군형 최초 버전, 57대가 시해리어 FA2로 개조됨.
시 해리어 FA2
업그레이드 버전.
시 해리어 FRS51
인도 해군용 변형기. FRS1를 개량한 것임, 23대 제작. INS 비라트 항공모함에서 사용.

## 운용국가
인도
- 인도 해군
  - 제300 비행대대(Squadron)

### 이전의 운용국가
영국
- Fleet Air Arm
  - 영국 제800 해군 비행대대
  - 영국 제801 해군 비행대대
  - 영국 제809 해군 비행대대
  - 영국 제899 해군 비행대대

## 남아 있는 기체
- 시해리어 FA2 ZE694, Midland Air Museum, Coventry, 영국.
- 시해리어 FA2 일련번호 XZ439 Hawker-Siddeley 제작번호 912002 Nalls Aviation St Mary's County, Maryland, 미국

## 제원 (시 해리어 FA2)
- 승무원: 1
- 길이: 46 ft 6 in, 14.2 m
- 날개폭: 25 ft 3 in, 7.6 m
- 높이: 12 ft 4 in, 3.71 m
- 면적: 201.1 ft², 18.68 m²
- 체공중량: 14,052 lb, 6,374 kg
- 최대이륙중량: 26,200 lb, 11,900 kg
- 엔진: Rolls-Royce Pegasus 터보팬 1기
- 추력: 21,500 lbf, 95.64 kN
- 최대속도: 635 knots, 735 mph, 1182 km/h
- 전투행동반경: 540 해리, 620 마일, 1,000 km
- 순항거리: 1,740 해리, 2,000 마일, 3,600 km
- 운용고도: 51,000 ft, 16,000 m
- 상승률: 50,000 ft/min, 250 m/s
- 기관포: 2× 30 mm 구경 ADEN cannon 포드가 동체 아래에 부착됨
- 하드포인트: 4× 날개 아래에 최대 5,000 lb (2,268 kg) 화물 부착가능
- 로켓: 4× Matra 로켓 포드(각각 18× SNEB 68 mm 로켓 탑재)
- 공대공 미사일:
  - AIM-9 사이드와인더
  - AIM-120 암람
  - R550 Magic (시 해리어 FRS51)
- 공대지 미사일:
  - ALARM 대레이다 미사일 (ARM)
  - Martel missile ARM
- 대함 미사일:
  - Sea Eagle
- 폭탄:
  - 다양한 비유도식 폭탄 또는
  - WE.177 핵폭탄 (1992년까지 영국 해군 시 해리어에서 사용함)
- 기타:
  - 정찰 포드 또는
  - 2× 외부연료탱크

## 같이 보기
- AV-8B 해리어 II
- 보잉 X-32
- F-35 라이트닝 II
- Yakovlev Yak-38

## 참고자료
- Gunston, Bill and Mike Spick. Modern Air Combat: The Aircraft, Tactics and Weapons Employed in Aerial Warfare Today. New York: Crescent Books, 1983. ISBN 0-517-41265-9.
- Jenkins, Dennis R. Boeing/BAe Harrier. North Branch, Minnesota: Specialty Press, 1998. ISBN 1-58007-014-0.
- Spick, Mike and Bill Gunston. The Great Book of Modern Warplanes. Osceola, WI: MBI Publishing, 2000. ISBN 0-7603-0893-4.